# يان ويلسون (مؤلف)
يان ويلسون (بالإنجليزية: Ian Wilson) (و. 1941  م) هو مؤلف، وكاتب بريطاني.

## التعليم
تعلم في كلية المجدلية
.